# Tininai
Tininai (em árabe: تينيناي) é uma localidade do distrito de Misurata, na Líbia.

## História
Próximo ao uádi de Sofeguim há um templo púnico chamado Senam Tininai, cuja arquitetura de câmara cultual com pronau se assemelha àquela de outros templos da Tripolitânia; pelo que é possível inferior, foi dedicado a Júpiter Amom. De acordo com inscrição encontrada no local foi erigido por um capitão, cujo nome não sobreviveu. Ele provavelmente estava relacionado ao Tito Flávio Nino Achul celebrado numa inscrição tumular de uádi Antar, situado nas cercanias. Na inscrição de Tito é citado seu pai Uzale, seu avô Masintanes e uma mulher, de provável nome Taneco, que talvez era sua mãe.
Também há próximo de Tininai, no uádi homônimo, o Alcácer Dlul do século I, cuja decoração consiste em estuque dentro de painéis com fio aplicados no intradorso da abóbada. No interior de Tininai há uma mesquita, cuja datação é incerta.

### Guerra Civil Líbia
Em 2011, durante a Guerra Civil Líbia, milhares de indivíduos de Bani Ualide viram-se obrigados a fugir de suas residências em direção a Mizda, Tininai e Nasma. Segundo boletim da Cruz Vermelha emitido em 20 de outubro, foi entregue aos refugiados o equivalente a um mês de rações alimentares, itens de higiene, comida, leite e fraldas para bebês.